# Polystyren

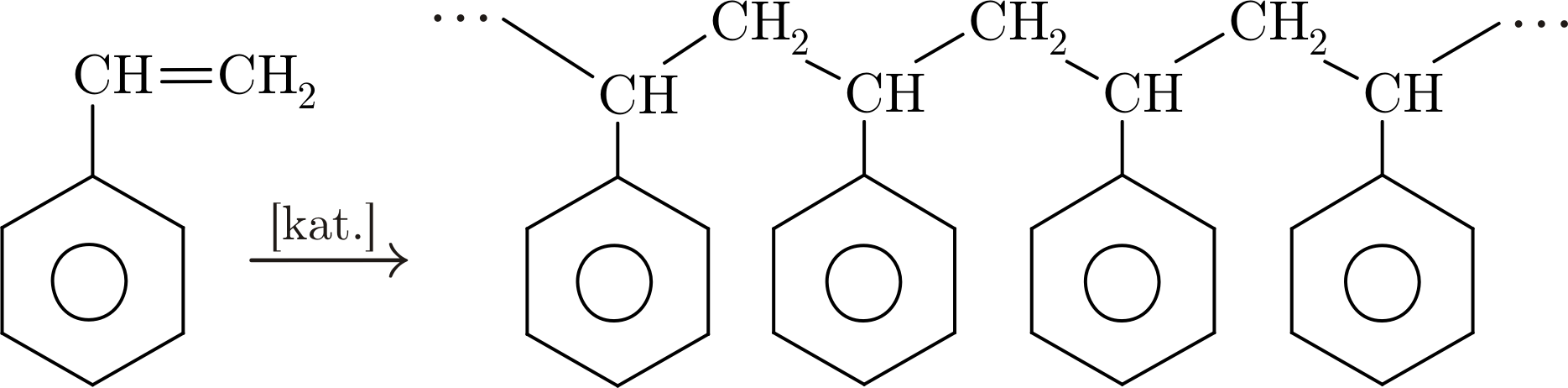
Polymeriseringsreaktionen av styren

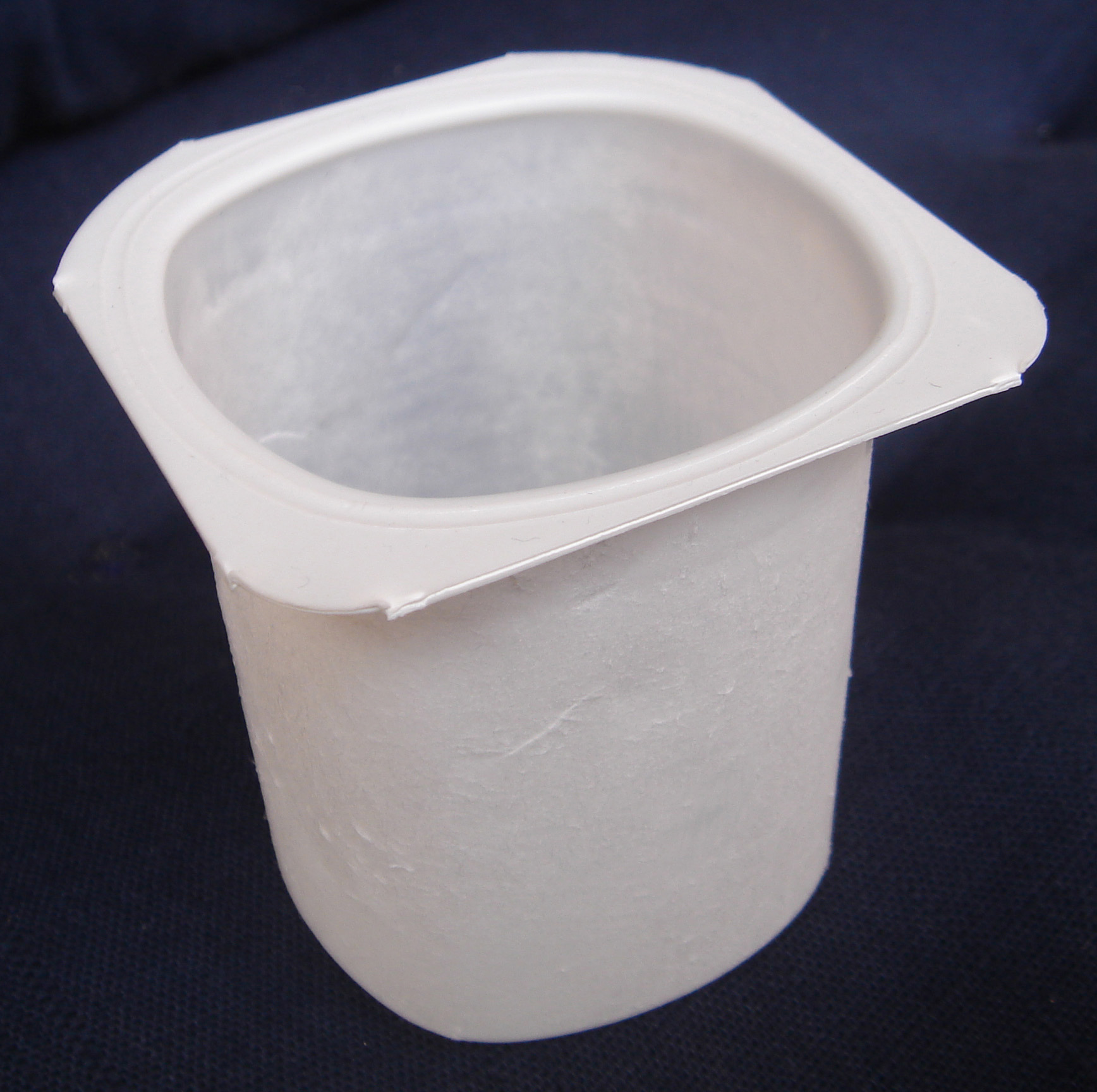
Yoghurtbehållare i polystyren

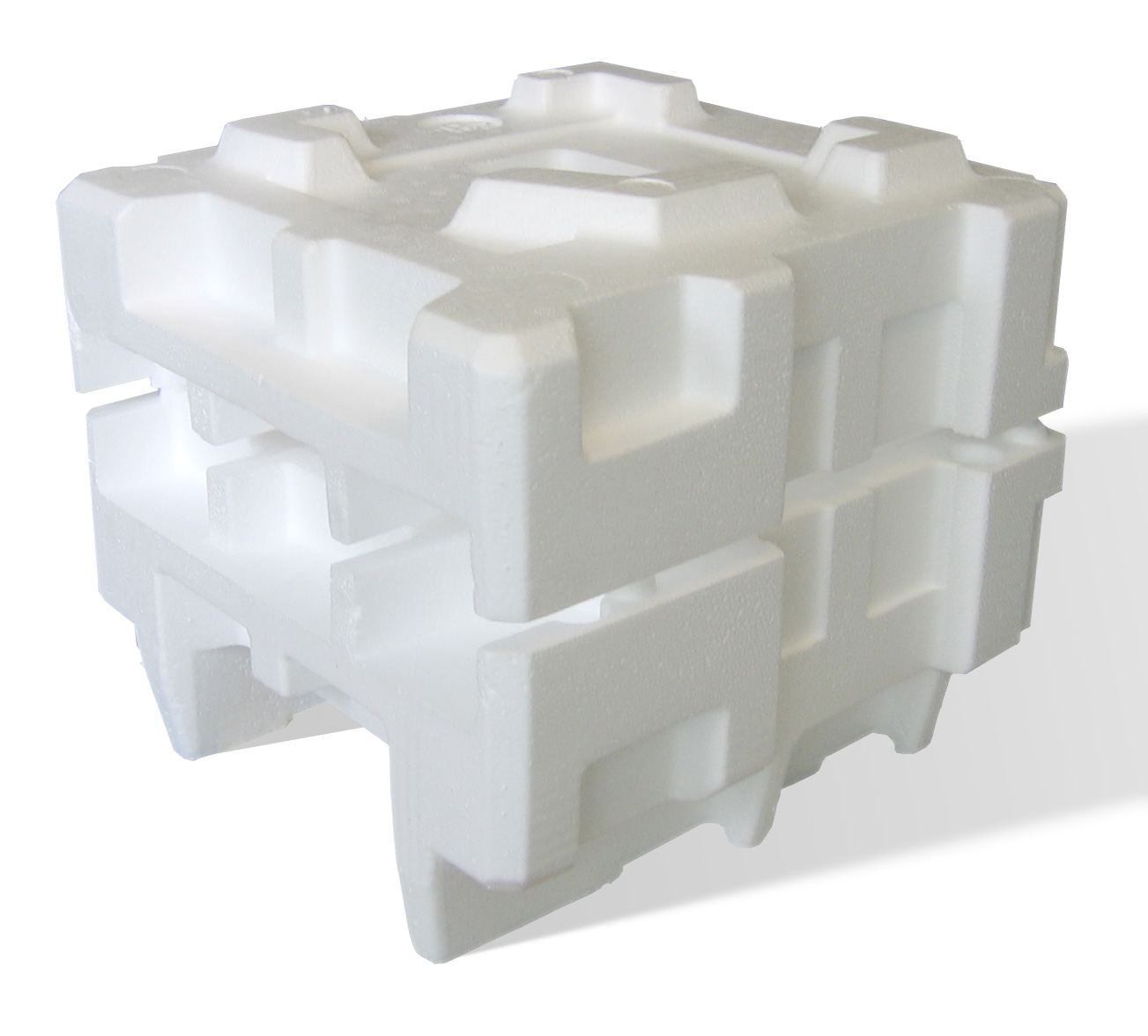
Förpackning av polystyren

Polystyren (PS), är en polymer av styren som används som plastmaterial, även under namnet styrenplast. I sin rena form är polystyren en amorf ogenomskinlig termoplast som är mycket billig och därför mycket vanlig. Polystyren framställs genom radikalpolymerisation av monomeren styren. Glastemperaturen är cirka 100 grader Celsius.
Exempel på användningsområden för polystyren är förpackningar för livsmedel, plastbestick och CD-fodral. Ett annat användningsområde är som material för modellbyggsatser. Expanderad polystyren (XPS) används bland annat som värmeisolerande material.

## Historik
Polymerisering av styren upptäcktes av misstag 1839 av Eduard Simon. Han destillerade ett naturharts från ambraträdet som kallades styrax, och fick då ett ämne han kallade styrol, vilket är den äldre beteckningen på styren. Flera dagar senare upptäckte Simon att styrolen hade tjocknat till en gelé som han kallade styroloxid, då han antog att förändringen berodde på oxidation. 1845 visade kemisterna John Blyth och August Wilhelm von Hofmann att samma reaktion händer i frånvaro av syre. De kallade sin substans för metastyrol och analysen visade att den var kemiskt identisk med styroloxid. 1866 identifierade Marcellin Berthelot att förändringen från styrol till metastyrol/styroloxid är en polymerisationsprocess.
Försök att producera polystyren som ett praktiskt användbart material genomfördes under tidigt 1900-tal, men misslyckades eftersom monomeren hårdnade för tidigt. På 1920-talet upptäcktes hur monomeren kunde stabiliseras.
På 1930-talet inleddes kommersiell produktion av styren av IG Farben i Tyskland och Dow Chemical i USA, utgående från bensen och eten, och produktionen expanderades under andra världskriget för användning i styren-butadiengummi. Omfattande tillgång till billig styren efter kriget ledde till en snabbt ökande användning av polystyren.